# Оливер Фрост
Оливер Фрост (енгл. Oliver Frost; рођен 1977) је мултидисциплинарни уметник из Лондона. Његова уметничка пракса се креће од перформанса, преко видео уметности до сликарства и инсталација.
Излагао је и наступао широм Европе. Оснивач и уметнички директор фестивала Ект Арт (енгл. ACT ART) на коме су учествовали реномирани светски уметници. У Београду се представио са видео инсталацијом у сарадњи са Орит Ашери (енгл. Oreet Ashery) у В. И. П. Арт Галеријији Студентског културног центра у Београду током Априлских сусрета 2009.